# Tomás Fernández
Tomás Fernández Ruiz (né en 1915 à Cuba et mort à une date inconnue) était un footballeur international cubain, qui jouait au poste d'attaquant.

## Biographie
Cet attaquant évoluait dans le championnat de Cuba dans le club du CD Centro Gallego.
Il est également international cubain et participe à la coupe du monde 1938 en France, où il marque un but contre l'équipe de Roumanie.